# Creu Commemorativa de la Resistència 1940-1945
La Creu Commemorativa de la Resistència 1940-1945 (neerlandès: Verzetsherdenkingskruis) és una condecoració neerlandesa, creada per la Reina Juliana el 29 de desembre de 1980, i atorgada a:
- Tots aquells que van pertànyer a algun grup reconegut de la Resistència a Holanda
- Tots aquells que van pertànyer a les Forces Internes Holandeses
- Tots aquells que, durant la II Guerra Mundial, van resistir a l'enemic a Orient

Establerta pel Reial Decret 104, pels participants als combats a territori neerlandès durant la Segona Guerra Mundial, en ocasió del 35è aniversari, per reconèixer a tot aquell que hagués pertangut a un grup reconegut de la Resistència o de les Forces Armades internes holandeses dins de la zona ocupada. El reconeixement de les activitats resistents era determinant, perquè pertànyer només en qualitat de membre no era suficient.
Es podia concedir a títol pòstum.

## Disseny
Una creu de 40mm d'ample. Sobre el braç horitzontal hi ha la llegenda "DE TYRANNY VERDRYVEN" sobre una cinta. Sobre el braç vertical hi ha una espasa flamejant, com a símbol de d'haver resistit armat a l'invasor. A la punta superior apareix la corona reial, com a símbol de la solidaritat amb la família reial, i a la punta inferior hi apareixen les dates 1940-1945.
Al revers, hi apareix el Lleó Neerlandès al mig de la creu, la data 1980 al braç superior i les inicials F.S.INV.
Penja d'una cinta de 27mm d'ample. A la part central, a l'esquerra apareixen els colors nacionals (vermell/blanc/blau) i una franja taronja a la dreta, com a símbol d'unió entre el poble holandès i la Casa d'Orange (en un ample total de 18mm). Als costats, hi ha una franja de 4,5mm negre, com a símbol del dol i la foscor que van caure sobre la població holandesa.